# Глєбова Ірина Юріївна
Іри́на Ю́ріївна Глє́бова — українська мистецтвознавиця, заступник директора з наукової роботи Одеського музею західного та східного мистецтва, лауреат італійської премії Маріси Беллісаріо «Золоте яблуко» (2022), куратор численних культурних проектів та виставок.
Працює в ОМЗСМ із 1979 року. Стала головним дослідником колекції англійських гравюр зібрання музею. Є автором та укладачем видань «Рисунок западноевропейских художников XVI-XX веков в коллекции Одесского музея западного и восточного искусства» (2016), «Западноевропейская акварель ХІХ-ХХ веков в коллекции Одесского музея западного и восточного искусства» (2014) тощо.